# Cristina Lucas
Cristina Lucas (Úbeda, 1973) es una artista multidisciplinar española que trabaja con performance, happening, vídeo, fotografía, instalación, dibujo y pintura. Se declara feminista y plantea su arte como un cuestionamiento de lo establecido.

## Estudios
Se licenció en 1998 en Bellas artes por la Universidad Complutense de Madrid (UCM) y realizó un máster en la Universidad de California Irvine en el año 2000. Fue coordinadora del Canal de Arte de Kataweb España y se formó en gestión cultural en Casa de América de Madrid. Posteriormente, amplió sus estudios en el International Studio and Curatorial Program, de Nueva York (2003) y en la Rijksakademie de Ámsterdam (2006-07).

## Trabajo y temas
La artista cuenta que empezó a interesarse por el arte a los siete u ocho años, cuando su madre le regaló una caja de acuarelas, donde encontró una herramienta "para crear un mundo" e interpretar lo que le rodeaba.
<<Cuando mi madre me compro una caja de acuarelas a los siete u ocho años. Fue una herramienta para crear un mundo e interpretar lo que me rodeaba.>>
En el origen de todos sus trabajos hay un "acto performativo", que toma forma en múltiples formatos como el dibujo, escultura, vídeo, textiles u obras en soporte informático. De esta manera, muchas de sus obras implican una acción, pasada o inacabada, que genera un resultado que a su vez construye la pieza. Esa sucesiva cadena de actos convierte a su trabajo en un territorio rico y abierto a múltiples interpretaciones. Dotada de una fina ironía, su trabajo genera una gran complicidad con el espectador, que se ve forzado a tomar parte en pequeños -y a menudo, humorísticos- dilemas morales que construyen cada uno de ellos un acto de ciudadanía. En sus piezas subvierte frecuentemente técnicas y mecanismos generalmente usados por las estructuras de poder para salvaguardar su primacía, como la cartografía o la escultura monumental, poniéndolos al servicio de una cultura crítica y cuestionadora.

Los temas que atraviesan su obra incluyen la crítica a la sociedad patriarcal, en el que las mujeres ocupaban tradicionalmente un papel subalterno; la revisión del colonialismo, intentando leer la historia mundial desde una perspectiva crítica con la centralidad en el pensamiento occidental; el cuestionamiento al capitalismo, como sistema cargado de contradicciones y, en general, de todos los mecanismos de control del poder sobre las personas (la religión, el ejército, la educación).
«Me interesa el poder que aceptamos como natural y que deja de plantearnos dudas, porque interrogarse por lo establecido es fundamental». Cristina Lucas
En el 2022, su obra fue objeto de dos exposiciones monográficas de media carrera, en el Museo de Arte Contemporáneo Helga de Alvear y en el Centro Andaluz de Arte Contemporáneo. En esta última época, Cristina Lucas aborda en sus obras la naturalización en nuestra manera común de ver el mundo: la explotación capitalista de la naturaleza. 
"Los temas se reorganizan en círculos concéntricos entre el individuo, la sociedad y el territorio. Pensamos en cartografías, identidades, injusticias y lo que nos une hoy en día: más que nada; nuestros cuerpos ocupando un lugar frente al abismo". Cristina Lucas 

## Trayectoria artística

### Exposiciones
Ha realizado numerosas exposiciones de su obra, tanto individuales como colectivas en diferentes países. Entre las exposiciones individuales más destacadas:
- 2008 Caín y las hijas de Eva. Galería Juana de Aizpuru. Madrid.
- 2008 Talk. Stedelijk Museum Schiedam. Holanda.
- 2009 Light Years. Centro de Arte Dos de Mayo. Móstoles, Madrid; Museo de Arte Carrillo Gil, Ciudad de México; Museo Amparo, Puebla.
- 2013 On air. Centro de Arte Contemporáneo de Caja de Burgos.
- 2014 Es Capital. Matadero, Madrid; Centro Gallego de Arte Contemporáneo, Santiago de Compostela; Museo Patio Herreriano, Valladolid.
- 2017 Manchas en el silencio. Sala Alcalá 31 de la Comunidad de Madrid.
- 2018 La NO comunidad, CentroCentro, Madrid, con la obra Grandes frases.[14]
- 2019 participó, Patriarcado, en el Museo Thyssen-Bornemisza de Madrid, junto a Eulàlia Valldosera i Guilera.[15]
- 2022 Patterns. Cristina Lucas. Museo de Arte Contemporáneo Helga de Alvear.[16]
- 2022 Cristina Lucas. De Ida y Vuelta. Centro Andaluz de Arte Contemporáneo.[17]

### Obras en museos
Su obra está presente en numerosos museos internacionales: Museo de Arte Contemporáneo de Castilla y León (MUSAC), Instituto Valenciano de Arte Moderno (IVAM), Museo Patio Herreriano de Arte Contemporáneo Español en Valladolid, Artium, Centro-Museo Vasco de Arte Contemporáneo en Vitoria, Centro Pompidou en París, Kiasma (Helsinki), en el Museo de Arte Contemporáneo Helga de Alvear (Cáceres) y Museo de Arte Moderno Gran Duque Juan (Mudam) en Luxemburgo.

### Premios
- 2009 Premio Ojo Crítico de Artes Plásticas.[18]
- 2014 Premio MAV (Mujeres en las Artes Visuales).[19]